# Bodhidharma
(Quattro sacri versi di Bodhidharma (達磨四聖句))
Bodhidharma (fl. VI secolo) fu un monaco buddista, 28º patriarca del Buddismo indiano secondo la tradizione Chán/Zen, appartenente alla corrente Mahāyāna, ed erede del Dharma, secondo il lignaggio Chán, del maestro Prajñātāra.
Originario, secondo alcuni tardi resoconti della sua vita, dell'Impero Kusana e di nobile casata, o brahmano, ritenuto primo patriarca del Buddismo Chán (Zen in Giappone), da lui sarebbe nato anche, secondo alcune tarde leggende, lo stile di combattimento di Shàolínquán (少林拳).

## La presenza storica
Nonostante le diverse agiografie che si susseguirono nel corso dei secoli, sulla figura di Bodhidharma possediamo una sola testimonianza contemporanea della sua esistenza: negli "Annali dei Monasteri di Loyang" (洛陽伽藍記 Luòyáng qiélán jì, giapp. Rakuyō garan ki, T.D. 2092.51.999-1022) scritto nel 557 da Yáng Xuànzhī (楊衒之, ?-?), compare la presenza di Bodhidarma, indicato come "un persiano dagli occhi blu sui 150 anni di età" che praticava la recitazione del nome del Buddha (念佛, niànfó, giapp. nenbutsu) e che aveva espresso parole di elogio per alcuni templi cinesi da lui visitati. 

La fonte più importante sulla vita di Bodhidharma resta dunque lo Xùgāosēngzhuàn (續高僧傳, T.D. 2060.50.425a-707a) redatto da Dàoxuān (道宣, 596-667) nel 645, e rivisto da lui stesso prima della sua morte, nel 667. In questa opera Dàoxuān parla di un brahmano originario dell'India meridionale che arrivò in Cina per diffondervi le dottrine del Mahāyāna. Giunto per mare a Nanyue, durante la Dinastia Song meridionale (420-479), raggiunse da qui la capitale della Dinastia Wei settentrionale (384-534) Luoyang, dove cercò di raccogliere, ma senza successo, dei discepoli, incontrando persino maldicenze. Solo in due lo seguirono, Huìkě (慧可, 487-593) e Dàoyù (道育,?-?). A loro trasmise la dottrina del Laṅkāvatārasūtra (Il Sutra della discesa a Lanka, 楞伽經 pinyin Lèngqiéjīng, giapp. Ryōgakyō), che riteneva più adatta ai cinesi e la tecnica della meditazione del bìguān (壁觀, guardare il muro) per mezzo della pratica (行入 xíngrù ) e del principio (理入  lǐrù). Dàoxuān afferma che Bodhidharma morì sulle rive del Fiume Lo il quale, essendo noto come terreno di esecuzioni, fa supporre che fu giustiziato durante le ribellioni del periodo della Dinastia Wei settentrionale.
Tuttavia ad un'attenta lettura, questa biografia presenta alcune contraddizioni: tratta di un maestro di dhyana che pratica lo "sguardo verso il muro" e che non stima le scritture, mentre contemporaneamente promuove un sutra di origine Cittamātra, il Laṅkāvatārasūtra. È evidente che Dàoxuān opera almeno su due fonti contraddittorie. Da una parte, sulla pratica del bìguān, si rifà allo Èrrù sìxíng lùn (二入四行論, giapp. Ninyū shigyō ron, Trattato sulle due entrate e le quattro pratiche) testo rinvenuto nella grotta n. 17 delle Grotte di Mogao, redatto a partire dagli insegnamenti del maestro intorno al 600 dal discepolo di Bodhidharma (ma più probabilmente un discepolo di Huìkě), Tànlín (曇林, 506–574); dall'altra, per le informazioni sul Laṅkāvatārasūtra, si rifà ad un erede della tradizione Chan, Fǎchōng (法沖, 587?-665).
Nella introduzione all'Èrrù sìxíng lùn, Tànlín, indica Bodhidharma come terzo figlio di un re 'brahmano' dell'India meridionale "attraversando montagne e mari". Di certo al tempo di Dàoxuān Bodhidharma non era ancora considerato il 28º patriarca indiano del Buddismo Chán.
Altra considerazione importante, e storicamente abbastanza accertata, è che ai tempi di Dàoxuān, sul Monte Dòngshān (東山, Picco o Monte orientale), nasceva una nuova scuola forse di origine Tiāntái, fondata dai monaci Dàoxìn (道信, 580-651) e Hóngrěn (弘忍, 601-674) e praticante esclusivamente la tecnica del dhyāna. I discepoli di Hóngrěn, Fǎrù (法如, 638-689), Huìān (惠安 o 慧安, 582-709) e Shénxiù (神秀, 606-706), diffusero a Chang'an e a Luoyang le dottrine di questa nuova scuola, avviando la redazione del Chuánfǎbǎojì (傳法寶紀, giapp. Denhō bōki, T.D. 2838.85.1291) e del Lèngqié shīzī jì (楞伽師資記, giapp. Ryōgashijiki, T.D. 2837.85.1283-1291) in cui amalgamarono la tradizione monastica di Dòngshān e la tradizione scolastica del Laṅkāvatārasūtra. La nuova scuola buddista cinese si sviluppò rapidamente e venne denominata come Dámózōng (達摩宗, dal nome del fondatore) o Lèngqiézōng (楞伽宗, dal nome del sutra di riferimento). Con la sua diffusione, il fondatore Bodhidharma acquisì conseguentemente le sue caratteristiche leggendarie.

## La fondazione della scuola Chán e i suoi possibili primi lignaggi
Esistono differenti e contraddittorie fonti sul lignaggio della scuola buddista Chán e sul suo fondatore Bodhidharma, tutte risalenti tra il VII e il IX secolo.
- Il primo documento del lignaggio Chán è rappresentato da un epitaffio collocato nei pressi del monastero Shàolín (少林寺). In questo epitaffio, denominato Epitaffio di Fǎrù (法如, o Fa-ju), databile intorno al 689[9], viene indicato il fondatore, Bodhidharma, seguito da altri cinque nomi: Huìkě (慧可, 487-593), Sēngcàn (僧璨, ?-606), Dàoxìn (道信, 580 - 651), Hóngrěn (弘忍, 601 - 674) e Fǎrù (法如, 638-689).
- Mentre nel Lèngqié shīzī jì (Memorie dei maestri e dei discepoli di Lanka, 楞伽師資記, giapp. Ryōga shiji ki, T.D. 2837.85.1283-1291) opera di Jìngjué (淨覺, 683-750?) allievo di Xuánzé (玄則, ?) a sua volta allievo di Shénxiù (神秀, 606?-706) fondatore della scuola Chán denominata Beizōng (北宗, Scuola settentrionale) si sostiene, invece, essere il fondatore di questa scuola il monaco indiano (o singalese) Guṇabhadra (cinese 求那跋陀羅, Qiúnàbátuóluó, 394-468), il secondo traduttore in cinese del Laṅkâvatārasūtra e in questa fonte considerato il maestro di Bodhidharma[10]. Il Lèngqié shīzī jì omette peraltro Fǎrù e lo sostituisce come sesto patriarca con Shénxiù aggiungendo Pǔjí (普寂, 651-739) come settimo patriarca Chán.
- Il Chuánfǎbǎojì (傳法寶紀 T.D. 2838.85.1291) opera dell'VIII secolo il cui autore è un non meglio conosciuto Du Fei segue l'elenco dell'Epitaffio di Fǎrù aggiungendo come settimo patriarca, dopo Fǎrù, Shénxiù.
- Le fonti del Chán "meridionale", (denominato Nánzōng 南宗禪) come il Liùzǔ tánjīng (六祖壇經, Sutra della piattaforma del sesto patriarca, T.D. 2008.48.346a-362b) tradizionalmente attribuito a Huìnéng (慧能, 638-713), fanno invece seguire il quinto patriarca Hóngrěn da Huìnéng considerato il sesto ed ultimo patriarca cinese della scuola Chán. Tutte le scuole del Buddismo Chán e del Buddismo Zen oggi esistenti seguono questo lignaggio.
- Un'altra fonte del Chán "meridionale", lo Yǒngjiā zhèngdào gē (永嘉證道歌, Canto dell'immediata illuminazione, T.D. 2014.48.395c-396c) opera del monaco Yǒngjiā Xuánjué (永嘉玄覺, giapp. Yoka Daishi, 665-713), discepolo di Huìnéng, il sesto patriarca Chán secondo la tradizione della scuola del Sud (Nánzōng 南宗禪), viene riferito per la prima volta che Bodhidharma è il ventottesimo patriarca di una trasmissione dell'insegnamento che ha in Mahākāśyapa, discepolo del Buddha Śākyamuni, il primo patriarca.
- Nel Bǎolín zhuán (寳林傳) risalente agli inizi del IX secolo[11] viene inoltre riportato il seguente lignaggio indiano di Bodhidharma: Buddha Śākyamuni 1. Mahākāśyapa 2. Ānanda 3. Śaṇakavāsa 4. Upagupta 5. Dhṛṭaka 6. Micchaka 7. Vasumitra 8. Buddhanandin 9. Buddhamitra 10. Pārśva 11. Puṇyayaśas 12. Aśvaghoṣa 13. Kapimala 14. Nāgārjuna 15. Kānadeva 16. Rāhulata 17. Saṅghanandin 18. Gayāśata 19. Kumārata 20. Jayata 21. Vasubandhu 22. Manorhita 23. Haklena 24. Āryasiṃha 25. Basiasita 26. Puṇyamitra 27. Prajñātāra 28. Bodhidharma. Anche questo lignaggio indiano è quello riconosciuto da tutte le scuole Chán/Zen oggi esistenti, che derivano dalle scuole Chan di lignaggio cosiddetto "meridionale" (南宗, nánzōng).

## La vita secondo le agiografie

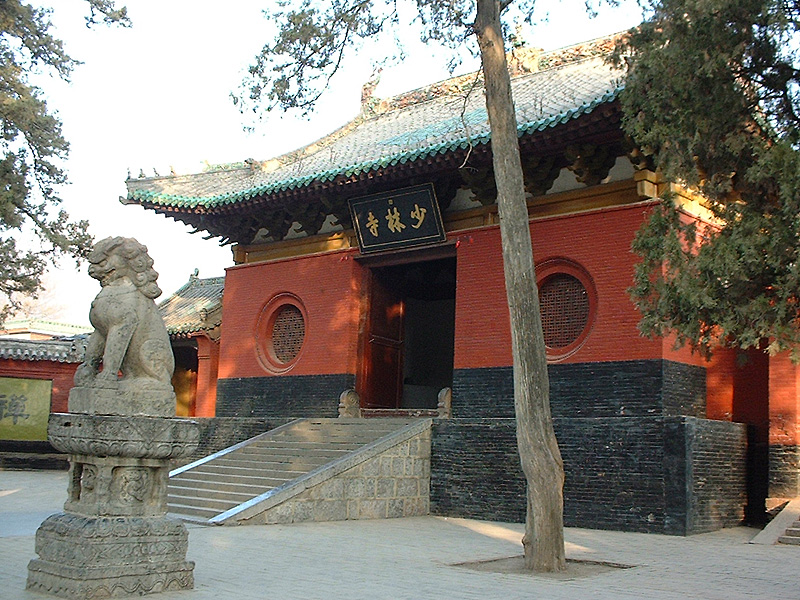
Entrata principale del Tempio di Shàolín sul monte Sōngshān.

### IlLuòyáng qiélán jì(洛陽伽藍記)
Gli "Annali dei Monasteri di Loyang" (洛陽伽藍記 Luòyáng qiélán jì, giapp. Rakuyō garan ki, T.D. 2092.51.999-1022) scritto nel 557 da Yáng Xuànzhī (楊衒之), compare per la prima volta la presenza di un monaco di nome Bodhidharma. Qui Bodhidharma viene indicato come un monaco persiano che dichiara di avere 150 anni, che rimase colpito dalla magnificenza del monastero cinese di Younning. Considerando che questo monastero fu eretto nel 516 ma che andò distrutto nel 526, la visita del monaco persiano praticante la recitazione del nome del Buddha (念佛, niànfó, giapp. nenbutsu) deve essere avvenuta nel decennio intercorso tra queste due date.

### L'introduzione all'Èrrù sìxíng lùn(二入四行論)
L'Èrrù sìxíng lùn è un testo che tradizionalmente viene attribuito a Bodhidharma ma si ritiene che l'autore sia Tànlín (曇林, 506–574), il monaco erudito e sanscritista seguace delle dottrine del primo Chán. All'inizio dell'opera vi è un'introduzione in cui Tànlín fornisce una breve biografia di Bodhidharma. Qui Bodhidharma viene indicato come "maestro di Dharma" e non "maestro di dhyāna". Differenza importante in quanto escluderebbe la figura di Bodhidharma da quelle degli chánshī (禪師), maestri di meditazione itineranti, particolarmente diffusi in quel periodo in Cina. Sempre in questa biografia Bodhidharma viene indicato come terzo figlio di un importante re indiano che attraversò "montagne e mari" per portare il Dharma in Cina. Giunto in questo paese il suo insegnamento fu messo in ridicolo e solo due discepoli lo seguirono. Da notare che Tanlin parla di "montagne" e "mari" e non precisa che attraversò il mare. Lo studioso Jeffrey Broughton sostiene che fu quindi una cattiva lettura del testo da parte di Dàoxuān a generare la leggenda di un attraversamento dell'Oceano Pacifico per giungere in Cina. Probabilmente, invece, Bodhidharma giunse in Cina attraversando, come tutti i monaci, il Bacino del Tarim. Il testo, inoltre, sostiene che fu colpito dall'insegnamento Mahayana quando era laico e per questo "smise la bianca veste dei laici per indossare quella nera dei monaci".

### LoXùgāosēngzhuàn(續高僧傳)

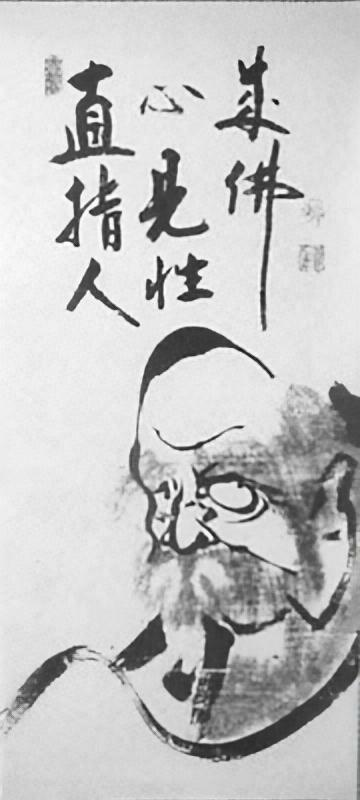
Un kakemono giapponese con Bodhidharma. Il testo dice: “Il Chán punta direttamente alla mente-cuore dell'uomo, guarda la tua vera Natura e diventa Buddha”. Fu dipinto dal grande maestro giapponese, di scuola Zen Rinzai, Hakuin (道元, 1686-1769)

Il nome di Bodhidharma è quasi sempre associato al Tempio di Shàolín (少林寺, Shàolínsì), collocato sul versante settentrionale del monte Sōngshān (嵩山, Sōngshān), quindi nei pressi dell'antica capitale Luoyang (Henan). Secondo lo Xùgāosēngzhuàn di Dàoxuān tale monastero fu fondato dall'imperatore della Dinastia Wei settentrionale, Xiàowén (孝文, conosciuto anche come Yuánhóng, 元宏, regno: 471-99) nel 496 sotto il niánhào Tàihé (太和) dopo che aveva fatto spostare la capitale a Luoyang. Questo imperatore venerava la figura, non si sa se storica o leggendaria, di un monaco indiano di nome Fotuo (o anche Bátuóluó, 跋陀羅) che aveva trasmesso il Dharma al monaco cinese Sēngchóu (僧稠, 480-560), contemporaneo e rivale di Bodhidharma, proprio sul monte Sōngshān. Quando il discepolo di Hóngrěn, Fǎrù, si stabilì nel 686 al Tempio di Shàolín vi diffuse le dottrine della scuola Dámózōng e venne a crearsi un sintesi sui personaggi di Bodhidharma, Fotuo e Sēngchóu, probabile origine della leggendaria presenza di Bodhidharma a Shàolín.

### LoYǒngjiā zhèngdào gē(永嘉證道歌)
In questa opera di Yǒngjiā Xuánjué (永嘉玄覺, 665-713), discepolo di Huìnéng, il sesto patriarca Chán secondo la tradizione della scuola del Sud (Nánzōng 南宗禪), viene riferito per la prima volta che Bodhidharma è il ventottesimo patriarca di una trasmissione dell'insegnamento che ha in Mahākāśyapa, discepolo del Buddha Śākyamuni, il primo patriarca:
trasmise la lampada, 

poi la storia 

contò ventotto patriarchi 

sotto il cielo dell'India. 

Attraverso i mari, 

la lampada ha raggiunto questa terra;

Bodhidharma ne fu il fondatore.

Sei generazioni gli succedettero

e trasmisero la veste.

Ormai, nelle generazioni future,

numerosi saranno coloro
che vedranno la luce.»
(Yǒngjiā zhèngdào gē)

### IlChuánfǎbǎojì(傳法寶紀)

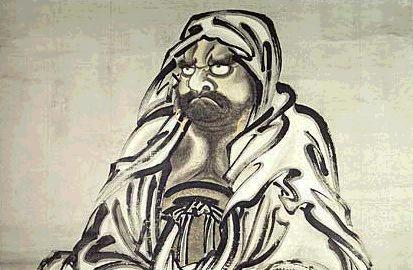
Il leggendario fondatore del Buddismo Chán, Bodhidharma, in un antico dipinto.

Nel Chuánfǎbǎojì, testo rinvenuto nelle Grotte di Mogao, opera di un non meglio identificato monaco di nome Du Fei e risalente probabilmente agli inizi dell'VIII secolo, viene riportata per la prima volta la notizia che Bodhidharma meditò per nove anni di fronte ad una parete rocciosa all'interno di una grotta del monte Sōngshān. Sempre questo testo critica aspramente lo Xùgāosēngzhuàn di Dàoxuān dove viene sostenuto che Huìkě non perse il braccio per esserselo tagliato di fronte al maestro a dimostrazione della determinazione a perseguire la "Via", ma per colpa di alcuni banditi che infestavano la zona. La presenza o meno di monaci 'combattivi' nel Tempio di Shàolín in quel periodo è molto discussa. La tradizionale vicenda di Huìkě secondo Bernard Faure «fondendosi con la tradizione marziale che si sviluppo a Songshan, risultò nel fatto che Bodhidharma divenne il "fondatore" dell'arte marziale nota come "Shaolin"». Le agiografie su Bodhidharma abbondano di leggende come quella, di chiara derivazione daoista per gli accenni alla pratica della "soluzione del cadavere", riportata sempre nel Chuánfǎbǎojì che vuole un messo imperiale che rientrando dall'India incontrò Bodhidharma il giorno della sua morte sulle montagne del Pamir. Raccontatone l'accaduto al suo rientro in Cina ai discepoli, questi corsero alla tomba del maestro trovando solo un sandalo di paglia.

### IlLìdài fǎbǎo jì(歷代法寶記) e ilBǎolín zhuán(寳林傳)
Dopo alcuni passaggi biografici nel Lìdài fǎbǎo jì (歷代法寶記, giapp. Rekidai hōbō ki 1 rotolo, T.D. 2075.51.179ª-196b) del 774 e nel Baolin zhuán (寳林傳) dell'801, nel X secolo si sviluppa la biografia leggendaria che oggi conosciamo.

### LoZǔtángjí(祖堂集)
Nello Zǔtángjí ("Antologia della Sala dei Patriarchi", 祖堂集, giapp. Sodō shū, in 20 fascicoli, contiene 259 biografie prevalentemente di monaci buddisti chán; è al n. 1503 del vol. 45 del Koryŏ taejanggyŏng con il titolo Chodang chip fu composto nel 952 da Jing -靜, Chŏng- e Yun -筠, Kyun), l'arrivo di Bodhidharma in Cina viene posticipato alla Dinastia Liang meridionale (502-557), nel 527, proprio sotto il regno dell'imperatore Wǔ, (conosciuto anche come Xiāoyǎn, 蕭衍, regno: 502-49) con cui ha il suo famoso colloquio (vedi più avanti). Qui vengono anche accennate notizie sul suo maestro, l'indiano Prajñātāra, originario del Magadha.

### IlJǐngdé zhuàndēng lù(景德傳燈錄)
L'incontro, sempre con il famoso dialogo, tra Bodhidharma e l'imperatore Wǔ è riportato anche nel Jǐngdé zhuàndēng lù (景德傳燈錄, giapp. Keitoku dentō roku, Raccolta della Trasmissione della Lampada, T.D. 2076.51.196-467) redatto nel 1004 da Dàoyuán (道原). In questa opera viene riportato il dialogo maggiore dovizia di particolari, ma l'essenza rimane sempre la stessa. L'imperatore Wǔ ha eretto diversi templi e compiuto molte opere religiose, ma secondo il maestro indiano non ha acquisito nessun merito in quanto erano sempre e solo azioni "mondane". Solo la consapevolezza della vacuità consente di raggiungere l'effettiva "liberazione". In questa opera viene precisato che Bodhidharma morì avvelenato da un monaco geloso il quinto giorno del decimo mese del 528. I suoi resti furono sepolti nel tempio di Dinglin situato nei pressi di Luoyang.
Anche qui viene citata la vicenda dell'incontro con il funzionario imperiale dopo la sua morte e la scoperta del sandalo di paglia nella tomba.

### IlBìyán lù(碧巖錄)

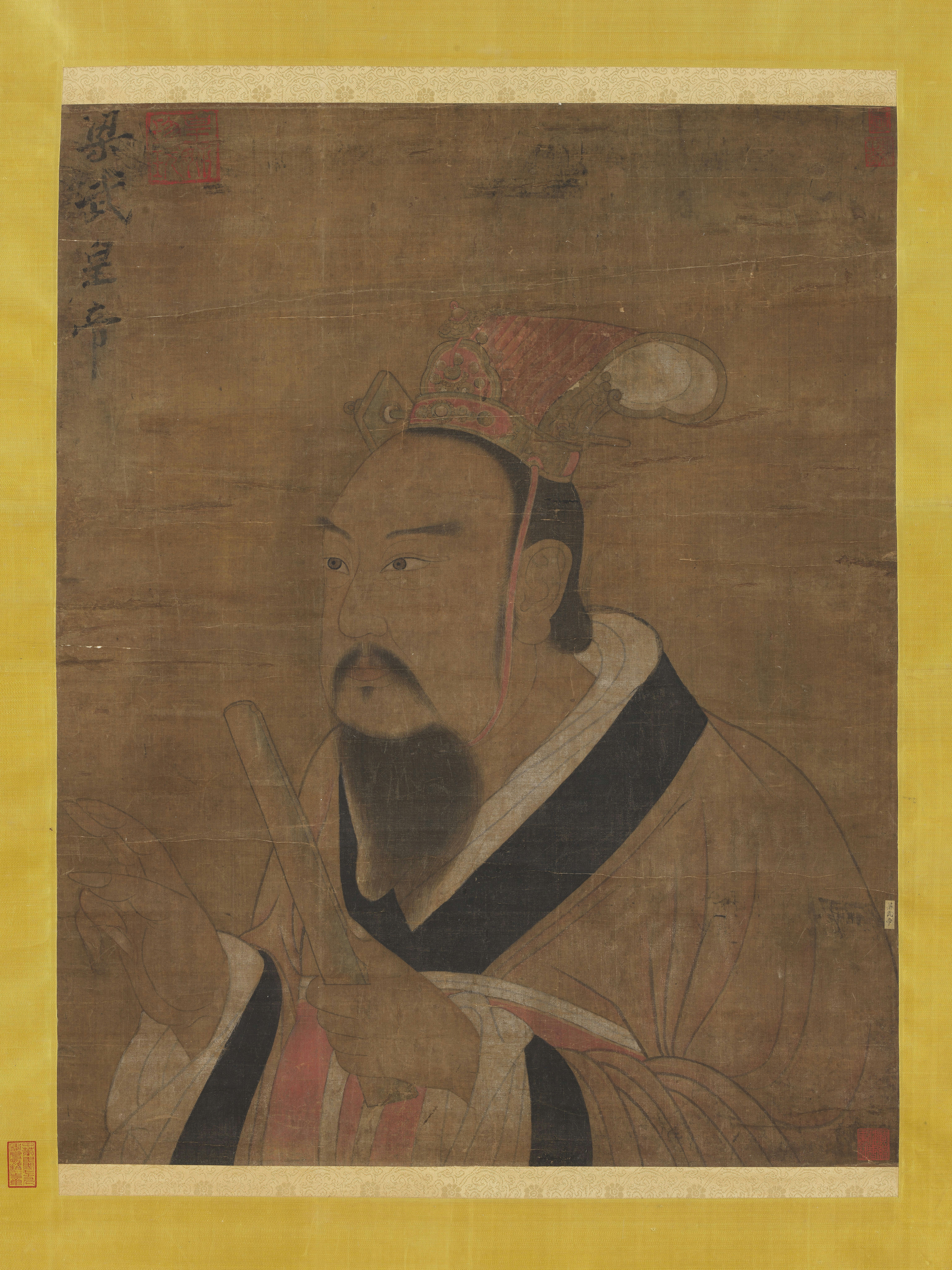
Immagine dell'imperatore Wǔ della Dinastia Liang meridionale, con cui Bodhidharma ebbe, secondo alcune tradizioni, un leggendario dialogo.

Il dialogo tra l'imperatore Wǔ e Bodhidharma viene ripreso, anche se in modo decisamente più sintetico, nel primo  gōng-àn (公案) del Bìyán lù (碧巖錄, giapp. Hekigan roku, Raccolta della Roccia blu, una raccolta di cento  gōng-àn della scuola Chán, T.D. 2003.48.139a-292a) composto nel 1125 durante la Dinastia Song. 

Bodhidharma disse: "Vuote e senza santità".

L'imperatore disse: "Chi mi sta di fronte rispondendomi così?".

Bodhidharma risposte: "Non lo so".

L'imperatore non capì. Allora Bodhidharma attraversò il fiume Yangtse e giunse nel regno di Wei. Più tardi l'imperatore ne discusse con il maestro Zhi chiedendogli cosa ne pensasse.

Il maestro Zhi chiese: " Vostra maestà sa chi è quell'uomo?".

L'imperatore disse: "Non lo so".

Il maestro Zhi disse: "È il Mahasattva Avalokiteśvara, che trasmette il Sigillo della Mente del Buddha".

L'imperatore si dispiacque, e volle mandare un emissario per invitare [Bodhidharma a tornare]. 

Il maestro Zhi gli disse: "Maestà non dite che manderete qualcuno per andarlo a cercare. Anche se tutti coloro che vivono nell'intero paese andassero in cerca di lui, egli non tornerebbe".»
(Primo gōng-àn, 公案, del Bìyán lù, 碧巖錄)

### IlWúmén guān(無門關)
. 

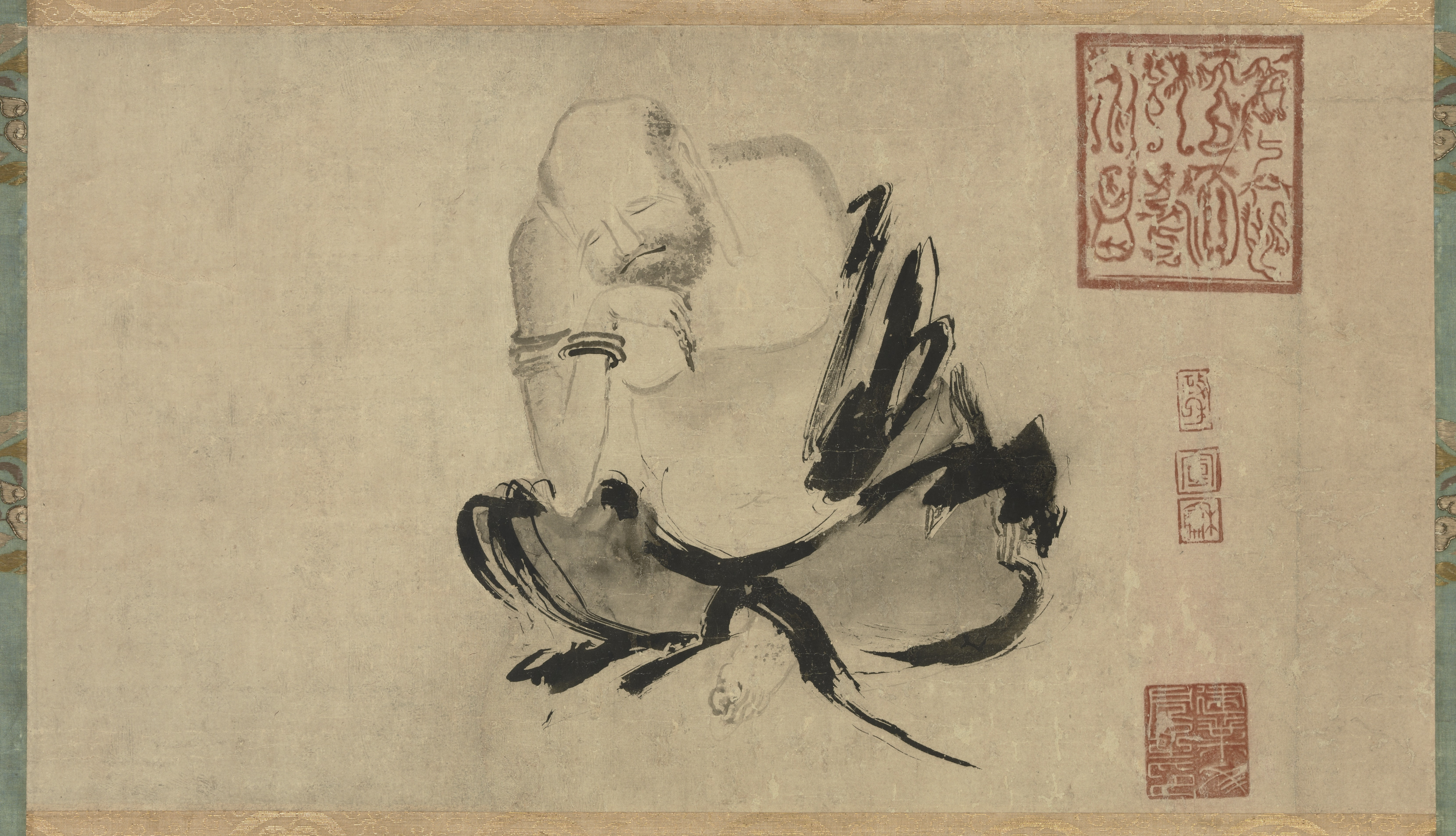
Il successore di Bodhidharma, Huìkě, in un dipinto del X secolo

Il Wúmén guān del XIII secolo riporta invece, nel 48º gōng-àn, l'incontro tra Bodhidharma e Huìkě. 

Il fondatore disse: "Portami la tua mente e io la pacificherò".

Il successore disse: "Ho cercato la mia mente e non l'ho trovata".

Il fondatore disse: "Ho pacificato la tua mente .»
(Quarantunesimo gong'an  del Wúmén guān, 無門關, giapp. Mumon kan, Il passo di frontiera di Wumen, raccolta di quarantotto gōng-àn della scuola Chán, T.D. 2005.48.292c-299c,  composto in 1 fascicolo da Wumen Huikai ( 無門慧開, 1183-1260) nel 1228.)

## Le opere attribuite a Bodhidharma

### Èrrù sìxíng lùn(二入四行論)
È il "Trattato sulle due entrate e le quattro pratiche" (giapp. Ninyū shigyō ron), testo rinvenuto nella grotta n. 17 delle Grotte di Mogao, redatto intorno al 600 da Tànlín. Questa opera viene tradizionalmente attribuita a Bodhidharma, essa conserva comunque una prefazione chiaramente a firma di Tànlín che contiene anche una breve biografia del maestro indiano. Le "Due entrate" del titolo dell'opera di Tànlín si riferiscono all'ingresso nella corrente fondamentale della salvezza, ovvero il Mahāyāna, e consisterebbero: 
- Nell'entrata attraverso il 'principio' (理入  lǐrù) per cui si comprende che ogni essere senziente ha la natura di Buddha e questa è unica per tutti. È da tenere presente che il carattere cinese 理 (lǐ, li 3° tono) può rimandare a due termini sanscriti: siddhānta, il principio universale, e nyāya, logica, ragione, teoria. Così Bernard Faure[21] e Jeffrey L. Broughton[22] traducono "principio", mentre D.T. Suzuki[23] e Bill Porter (Red Pine)[24] traducono "ragione". Ma l'interpretazione può cambiare molto. Le traduzioni del testo possono infatti risultare diverse. Se da una parte è chiaro che l'ingresso mediante il principio-ragione corrisponde alla comprensione degli insegnamenti e «firmly abiding without shifting, in no way following after the written teachings»[25] Dall'altra non è chiaro il ruolo delle scritture ovvero se esse vadano decisamente abbandonate o meno a favore dello bìguān (壁觀). Così traduce D.T. Suzuki:

(D.T. Suzuki, Manual of Buddhism Zen. London, Rider and Company, 1976. it: Manuale del Buddismo Zen. Roma, Ubaldini Editore, 1976, pag.53-4.)
D'altronde Bill Porter (Red Pine) traduce:
(The Zen Teaching of Bodhidharma. Empty Bowl, 1987; North Point Press, 1989. it.: L'insegnamento Zen di Bodhidharma. Roma, Ubaldini Editore, 2006, pag. 25-6)
- Nell'entrata attraverso la 'pratica' (行入 xíngrù ) «rinvia alle quattro pratiche che includono ogni cosa: sopportare l'ingiustiza, adattarsi alle condizioni, non cercare niente e praticare il Dharma»[26]. Le "Quattro pratiche" corrispondono a:

1. 'non avere sentimenti di ostilità' ovvero 'accogliere le ostilità altrui senza rispondere' (報怨行), è l'ostilità che costringe alla rinascita;
2. 'accettare sempre le circostanze' (随缘行) ovvero rimanere sempre imperturbabili, non avendo nessun centro ('atman') dentro di noi non dobbiamo accusare né guadagno né perdita, né piacere né dolore;
3. 'privarsi della brama' (無所求行) praticando l'inattività (wúwéi, 無爲), ogni accadimento deve svolgersi senza influenzarlo, privi di attaccamento nei suoi confronti;
4. 'essere conformi al Dharma' (稱法行) quindi non giudicare gli eventi in base a 'me' o 'te' o a 'questo' e 'quello', ma essere consapevoli dell'unicità del reale e, conformemente a questa consapevolezza, dedicarsi agli altri come parti di noi, praticando le pāramitā con costanza, il tutto pervaso da una sempre presente spontaneità.

### Xiěmò lún(血脈論)
È il "Trattato sulla linea del sangue" (giapp. Ketsumyaku ron). L'influenza delle dottrine Cittamātra di questo trattato, tradizionalmente attribuito a Bodhidharma ma che si ritiene sia stato redatto all'interno della scuola Niútóu zōng (牛頭宗, anche 牛頭禅 Niútóu Chán) fondata nel VII secolo da Fǎróng, si evidenzia nella sua stessa apertura quando esordisce: 
(Xiěmò lún)
O ancora più avanti:
(Xiěmò lún)
Interessante anche le evidenze di quello che sarà il tema centrale delle dottrine delle scuole del Buddismo Chán: 
(Xiěmò lún)

### Guānxīn lùn(觀心論)

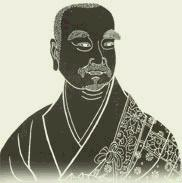
Immagine di Shénxiù (神秀, 606?-706) fondatore della scuola Chán denominata Beizōng (北宗, Scuola settentrionale) e probabile autore del Guānxīn lùn (觀心論).

È il "Trattato sulla contemplazione della mente" (O "Guardare la mente" giapp. Kanjin ron T.D. 2833.85.1270-1273) che non va confuso con un'altra opera dallo stesso identico titolo Guānxīn lùn (觀心論, Vedere la mente, giapp. Kanjin ron, T.D. 1920, 46.584-587) opera di Zhìyǐ (智顗, 538-597) trascritta dal suo discepolo Guàndǐng (灌頂, 561-632) poco prima che il suo maestro morisse. Viene attribuita a Bodhidharma, ma si ritiene sia in realtà opera di Shénxiù (神秀, 606?-706), discepolo di Hóngrěn (弘忍, 601-675) o ad appartenenti alla scuola Chán da lui fondata e conosciuta come Beizōng (北宗, Scuola settentrionale). È un testo che si sviluppa mediante domande e risposte e che riassume molte dottrine allora dibattute in Cina. Esordisce sostenendo che per raggiungere l'"illuminazione" «Il metodo più essenziale, che include tutti gli altri metodi, consiste nel contemplare la mente». Dopo alcuni passaggi che riecheggiano il Móhē Zhǐguān (摩訶止觀, Grande trattato di calma e discernimento, giapp. Maka Shikan, T.D. 1911) di Zhìyǐ che come ricordano gli studiosi statunitensi Richard R. Robinson e Williard L. Johnson: «I suoi scritti sulla meditazione [di Zhìyǐ] costituirono la matrice su cui si svilupparono le scuole Chán. Molte guide di meditazione Chán, ancora nell'XI secolo riportavano alla lettera ampi stralci del Mohe Zhiguan», interessante è il richiamo al Buddha Vairocana (o Mahāvairocana, cin. 八正道 Dàrì Rúlái, giapp. Dainichi Nyorai, l'Uno splendente o Grande sole) quando l'autore di questa opera interpreta il racconto degli Āgama-Nikāya che vuole il Buddha Shakyamuni essersi nutrito di latte prima di raggiungere la bodhi, riferendosi alla vacca che ha prodotto "quel" latte, il Guānxīn lùn sostiene: 
(Guānxīn lùn)

### Wùxìng lùn(悟性論)
È il "Trattato sulla natura del risveglio" (giapp. Goshōron) (T.D. 2009), tradizionalmente anch'esso attribuito a Bodhidharma, si ritiene che sia un'opera della scuola settentrionale (Beizong) del Chan. Apre il testo l'affermazione che 
(Wùxìng lùn)
Più avanti, tuttavia, l'autore precisa che 
(Wùxìng lùn)